# Aeroporto di Trondheim-Værnes
L'Aeroporto di Trondheim-Værnes è un aeroporto situato nella cittadina di Stjørdal a 19 km da Trondheim.
L'aeroporto dispone di due edifici terminal. Offre 14 destinazioni internazionali, oltre a quelle domestiche, tra cui voli giornalieri con Amsterdam, Copenaghen, Londra, Stoccolma e Tallinn.